# Радіофотонна РЛС
Радіофотонна РЛС — радіолокаційна станція (РЛС), апаратура якої виконана на основі радіофотонних технологій, що передбачають застосування радіочастотної модуляції/демодуляції оптичних носійних сигналів.
Це дозволяє підвищити дальність дії і розрізнювальну здатність, формувати тривимірні портрети цілей.

## Варіанти реалізації радіофотонних технологій
На початковому етапі використання радіофотонних технологій в РЛС зводилось до оптоволоконного розведення тактових імпульсов АЦП по множині приймальних каналів. При цьому для спрацьовування АЦП оптичні імпульси мали перетворюватися у тактові відеосигнали за допомогою фотодетекторів.. Таке технічне рішення, наприклад, дозволяло долати проблеми передачі тактових сигналів АЦП через обертове контактне з'єднання від нерухомої апаратури носійної платформи на обертову цифрову антенну решітку.
Подальший розвиток радіофотоніки дозволив використати оптоволоконний інтерфейс також для передачі випромінюваних або прийнятих антенними елементами радіосигналів та їх обробки.
Наступний крок — впровадження радіофотонних технологій у радіозв'язок, що очікується в системах зв'язку 6G.
Крім того, такий принцип може бути реалізований у комплексах ультразвукової діагностики.

## Квантові РЛС
В найбільш оптимістичних прогнозах радіофотонні технології можуть бути реалізовані в РЛС з використанням принципів квантової заплутаності, як у внутрішньоапаратних інтерфейсах, так і для локації простору (так звані квантові РЛС).
Іншим різновидом квантової РЛС є варіант радара, який розроблений в університеті Йорку й використовує квантову кореляцію між радіохвильовими та оптичними променями, що уворюється за допомогою наномеханічних осцілляторів.